# 三毛猫ホームズの追跡
『三毛猫ホームズの追跡』（みけねこホームズのついせき）は、日本の小説家赤川次郎によって発表された長編推理小説である。石津が初登場する作品。

## あらすじ
片山義太郎刑事の妹・晴美は「新都心教養センター」の受付嬢になる。そこに金崎沢子という女性がやってきた。彼女は、時間が重複していたりしていて物理的に両立できない講座なども含んだ、全ての講座に申し込むというのだ。不審に思った晴美は兄に調査を頼む。その結果、金崎沢子は二年前に殺されていた事がわかった。片山の方は沢子の住んでいたマンションを訪れ、そこで沢子の妹・涼子に出会う。しかしその晩、涼子は何者かに殺されてしまう。
こうして片山は2つの事件を調べることになるが、そんな中「新都心教養センター」の講師が次々と殺されていく…。

## 主な登場人物
・メインキャラクター
- 片山義太郎：警視庁捜査一課のダメ刑事。気が弱く、血と美女が苦手。
- 片山晴美：片山の妹。新都心教養センター事務員。気が強く、いつも事件に首を突っ込む。
- ホームズ：片山と晴美の飼い猫。鋭い推理力を持つ。
- 石津刑事：警視庁目黒署刑事。本作が初登場。晴美に恋心を抱いている。大柄な体格に似合わず猫が苦手。
- 栗原警視：警視庁捜査一課長。片山の上司。難しい事件ほど元気になる。
- 根本刑事：警視庁捜査一課刑事。片山の同僚。妻と息子がいる。二年前の事件の捜査担当。
- 南田：検視官。いつも冗談を言ってから仕事をする。
- 児島光枝：片山兄妹の叔母。いつも片山に見合い話を持ち掛ける。

・事件関係者
- 金崎沢子：新都心教養センターの全講座に申し込んだ謎の女。二年前に自宅マンションで殺害されている。
- 金崎涼子：沢子の妹。沢子殺害の犯人への復讐心を抱いている。姉が住んでいたマンションで暮らす。姉が殺されたのと同じ部屋で殺害される。

## 書誌情報
- 『三毛猫ホームズの追跡』（光文社カッパノベルス、1979年8月30日） ISBN 4-334-02378-9
- 『三毛猫ホームズの追跡』（光文社光文社文庫、1984年11月20日） ISBN 4-334-70057-8
- 『三毛猫ホームズの追跡』（角川書店角川文庫、1985年10月25日） ISBN 4-04-149782-5